# Königreich Kleinarmenien

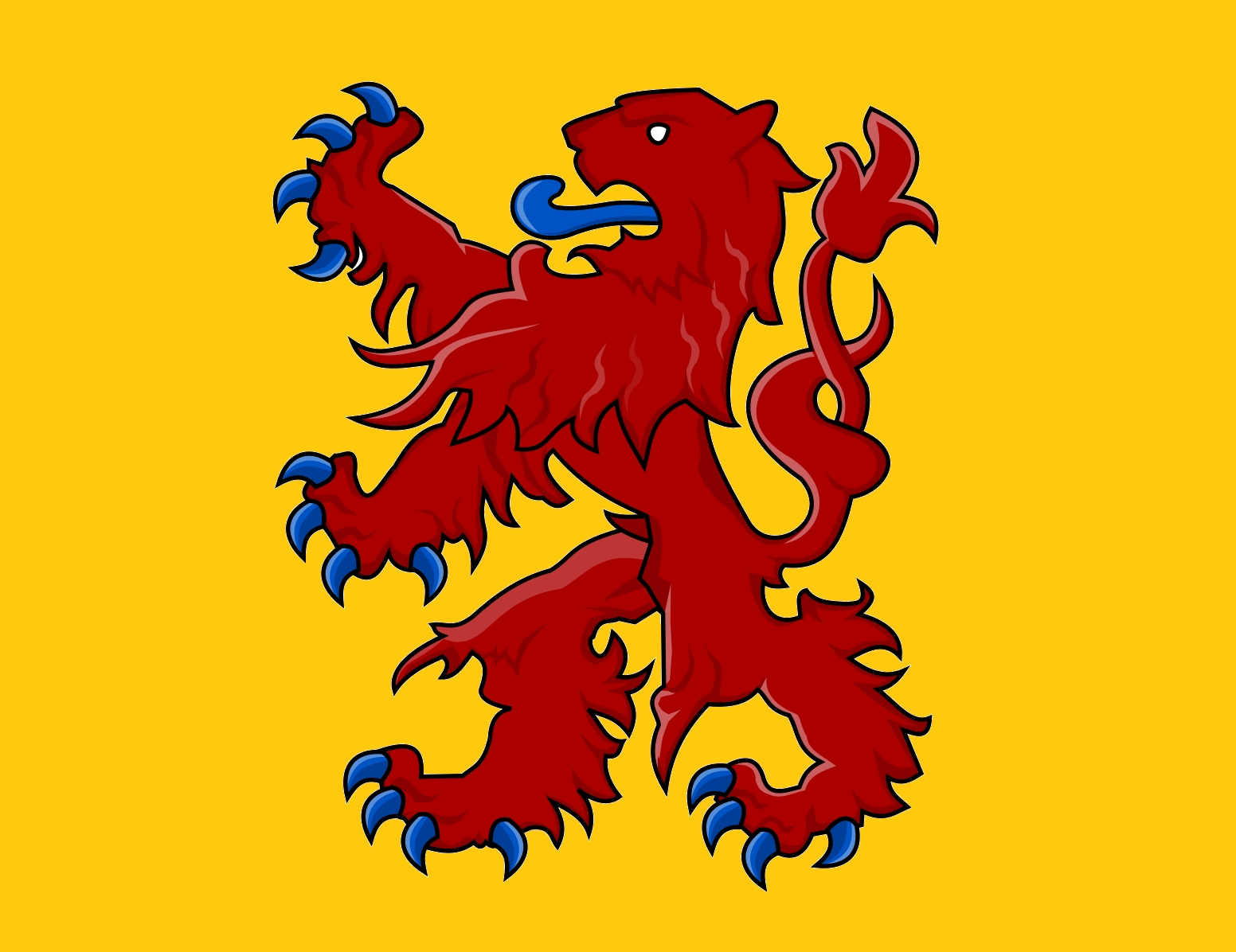
Flagge des Königreichs Kleinarmenien

Karte Kleinarmeniens

Das Armenische Königreich von Kilikien, genannt Königreich Kleinarmenien (armenisch Կիլիկիայի հայկական թագավորություն , Kilikiaji hajkakan tagaworutjun, mittelarmenisch Կիլիկիոյ Հայոց Թագաւորութիւն, Kilikioj Hajoz Tagaworutiun), war ein mittelalterlicher Staat, der von Armeniern gegründet wurde, die nach der seldschukischen Eroberung aus Armenien geflohen waren. Das Königreich hatte von 1198 bis 1375 Bestand.
Es lag im Südosten der heutigen Türkei in der Region Kilikien und stellte das südwestlichste Siedlungsgebiet der Armenier dar. Es ist nicht zu verwechseln mit der gleichnamigen antiken Region Kleinarmenien (Armenia Minor), die sich am Oberlauf des Euphrat in Ostanatolien erstreckte.

## Geschichte

### Erste Armenische Herrschaften in Kilikien
Bereits unter dem byzantinischen Kaiser Konstantin Monomachus (1042–1055) waren Armenier in Sebastia und Caesarea Cappadociae angesiedelt worden. 1042 wurde der Armenier Abul Gharib byzantinischer Gouverneur von Kilikien, und der britische Historiker Boase vermutet, dass sich seitdem Flüchtlinge aus dem Norden auch hier ansiedelten. Abul Gharib wies einem Gefolgsmann, dem Hethumiden Oschin, um 1072 die Festungen Lambron und Barbaron südlich der Kilikischen Pforte zu. Lambron wurde so zum Stammsitz der Familie, die ab 1226 die Könige von Kilikien stellte. Infolge der Schlacht von Manzikert 1071 war die Kontrolle von Byzanz über den Osten geschwächt, und zahlreiche lokale Machthaber konnten mehr oder weniger unabhängig agieren. In Antiochia ergriff der Armenier Vasak die Herrschaft, wurde aber 1080 durch byzantinische Soldaten getötet. In Edessa hatte ein anderer Armenier, Michael Apokapes, die Herrschaft an sich gerissen.

### Rubeniden
Gründer des kilikisch-armenischen Staates waren die Rubeniden, eine Nebenlinie der Bagratiden, die zu verschiedenen Zeiten die Herrschaft in Armenien und Georgien innehatten. Ruben gelang es ab 1079 im Bündnis mit Philaretos Brachamios, der Antiochia und Edessa beherrschte, sein Herrschaftsgebiet von seiner Burg Kosidar (Kopitar) aus in die Kilikische Ebene auszubreiten, sein Sohn Konstantin I. setzte in einer Zeit byzantinischer Schwäche die Eroberungen fort. Die Hauptstadt von Kilikien war Sis. Kilikien war ein enger Verbündeter der Kreuzfahrerstaaten, die es erfolgreich gegen die Byzantiner ausspielten, und sah sich als christliche Bastion im Nahen Osten. Es war auch ein Fokus des armenischen Nationalismus und der armenischen Kultur, da Armenien selbst zu dieser Zeit unter der Herrschaft der muslimischen Seldschuken stand. 1130 konnte ein Einfall der Danischmenden mit Hilfe von Bohemund II. zurückgeschlagen werden.
1137–1138 gelang Kaiser Johannes II. die Wiedereroberung Kilikiens für Byzanz. Unter Thoros II. wurden die Rubeniden aber wieder weitgehend unabhängig. Durch wechselnde Bündnisse mit den Byzantinern, den verschiedenen Kreuzfahrerstaaten, den Türken und den Mongolen gelang es den Herrschern, ihr Gebiet weiter auszubreiten. 1198 erlangten die rubenidischen Fürsten, die sich bis dahin auch „Herren vom Berge“ nannten, die Königswürde. Zu diesem Zwecke hatte Fürst Leon II. dem römisch-deutschen Kaiser Heinrich VI. gehuldigt, der ihn durch den Mainzer Erzbischof Konrad von Wittelsbach Anfang 1198 in Tarsos zum König krönen ließ. Damit nutzte er die Spannungen zwischen dem römisch-deutschen und dem byzantinischen Kaiser, um sein Reich gegen die Ansprüche des Letzteren zu legitimieren.

### Hethumiden
Nach dem Tod des Königs Leon 1219 fiel die Krone Armeniens an seine minderjährige Tochter Zabel. Nach dem Tod des Regenten, den ihr Vater eingesetzt hatte, übernahm der Hethumide Konstantin von Lambron die Regentschaft und verheiratete sie mit Philipp von Tripolis, einem Sohn Bohemunds IV. von Antiochia und Tripolis. Dieser war lateinischer Katholik und trat nicht, wie es per Ehevertrag festgelegt war, zur armenischen Kirche über, sondern plünderte das Reich zugunsten von Antiochia aus. Konstantin ließ ihn daraufhin entführen, einkerkern und schließlich vergiften und verheiratete Zabel gegen ihren Willen mit seinem Sohn Hethum, der aus deren Recht zum König gekrönt wurde.
König Hethum I. verbündete sich mit den Mongolen gegen die ägyptischen Mamluken und beteiligte sich an der Plünderung von Aleppo und Damaskus. Kleinarmenien wurde daraufhin das Ziel ägyptischer Angriffe. Schon Sultan al-Ashraf Chalil gelang es 1292, tief nach Kilikien vorzustoßen. Nachdem dessen Nachfolger an-Nasir 1303 die Mongolen endgültig besiegt hatte, drangen die Mameluken immer weiter nach Westen vor und begannen, die Existenz des Staates ernsthaft zu bedrohen.

### Haus Lusignan
Als König Leon V. ohne Nachkommen starb, fiel die Krone an Guido von Lusignan (alias Konstantin IV.), den ältesten Sohn von Zabel, der Schwester Hethums II., und deren Gatten Amalrich von Tyrus. Als lateinischer Katholik war er jedoch extrem unpopulär und wurde 1344 von den Baronen ermordet. Peter I. von Zypern eroberte 1360 einige Küstenstädte und nannte sich daraufhin auch König von Armenien. Er wurde am 16. Januar 1369 ermordet und der Titel ging unter seinem Sohn Peter II. wieder verloren.
Die Mamluken eroberten im Jahr 1375 die Hauptstadt Sis. Der letzte regierende König von Kleinarmenien, Leon VI., wurde gefangen genommen. Gegen Zahlung eines Lösegeldes wurde er freigelassen und starb schließlich 1393 in Paris (Grab in Saint-Denis). Seine Titularansprüche erbte sein Onkel Jakob I., König von Zypern.
Als mit dem Tod Jakobs II. von Zypern die Linie der Lusignans 1473 erlosch, fiel der Titularanspruch auf die Krone Kilikiens über dessen Witwe Katharina Cornaro an die Republik Venedig. Außerdem beanspruchte das Haus von Savoyen über Ludwig von Savoyen, den Ehemann von Carlotta von Lusignan, der ehelichen Tochter Jakobs I., diesen Titel. Zu diesem Zeitpunkt befand sich Kilikien allerdings schon fest in der Hand der Muslime. 1515 wurde das ehemalige Gebiet Kleinarmeniens Teil des Osmanischen Reiches.